# Juvisy-sur-Orge
Juvisy-sur-Orge  [ʒyvizi syʁ ɔʁʒ] je francouzské město v departementu Essonne v regionu Île-de-France. Je chef-lieu kantonu Juvisy-sur-Orge. V obci se nachází kostel Panny Marie Francouzské a kaple svatého Dominika.

## Poloha
Město Juvisy-sur-Orge leží na řece Orge asi 18 km jihovýchodně od Paříže. Obklopují ho obce Athis-Mons na severu a severovýchodě, Draveil na východě a jihovýchodě, Viry-Châtillon na jihu a Savigny-sur-Orge na západě.

## Historie
V roce 52 př. n. l. toto místo pod názvem Metiosedium zmiňuje Julius Caesar ve svých Zápiscích o válce galské. V 5. století bylo území připojeno k Paříži ovládané Franky. V roce 582 vznikla na řece Orge hranice mezi královstvími Soissons pod vládou Chilpericha I. a Burgundskem ovládaným Guntramem.
Ve 12. století vysušili benediktini zdejší močály a založili klášter, u kterého se rozvinula vesnice. V roce 1304 bylo panství převedeno na benediktinský klášter Notre-Dame-des-Champs v Paříži. V roce 1356 jej získal Perrin du Chemin. V této době zde stálo královské sídlo při cestě do Burgundska, kde v roce 1405 Jan I. Burgundský držel v zajetí dauphina Karla. Sídlo sloužilo jako královská zastávka při cestě na zámek Fontainebleau.
V roce 1630 držel panství Antoine Rossignol des Roches, který nechal vystavět zámek. V roce 1657 André Le Nôtre vybudoval zámecký park. V roce 1717 panství získal Louis de Brancas.
V roce 1730 bylo královské sídlo přestavěno na poštovní stanici. V roce 1807 získal zámek hrabě Gustave de Monttessuy a v roce 1823 se stal starostou obce. Dne 30. března 1814 se Napoleon na poštovní stanici dověděl o kapitulaci Paříže a ve Fontainebleau podepsal svou abdikaci.
V roce 1840 bylo v obci otevřeno nádraží na trati Paříž – Orléans a Paříž – Montargis. V roce 1900 poté, co obec zakoupila zámek, zde zřídila radnici a školu. V roce 1929 řád dominikánů zřídil klášter a kapli. V roce 1936 byl původní farní kostel sv. Mikuláše zbořen a roku 1938 nahrazen dnešním kostelem Panny Marie Francouzské. Dne 18. dubna 1944 bylo nádraží jakožto strategický cíl vybombardováno a s ním i část centra města, při náletu zemřelo přes 100 obyvatel.

## Vývoj počtu obyvatel
Počet obyvatel